# Чехлов Олександр Федорович
Олександр Федорович Чехлов (19 квітня 1939, Кам'янець-Подільський Хмельницька область — 13 листопада 2012, Рига) — російський поет і прозаїк, латвійський журналіст і шахіст, майор міліції.

## Біографія
Після закінчення школи О.Чехлов навчався на фізико-математичному факультеті Чернівецького державного університету, потім з 1960 року служив у армії — спочатку танкістом, а потім у ракетних військах. З 1964 року жив у Ризі. Працював дільничним інспектором міліції, уповноваженим карного розшуку, слідчим. Після відставки з міліції працював журналістом у латвійських газетах «Радянська Латвія», «За Батьківщину», «Єдність», «Час» та інших часописах.

## Творчість
Перші вірші написав ще в шкільні роки. Окремі публікації в літературних журналах, у тому числі в «Уралі» та в «Неві», починаючи з 1970-х років. Перший великий успіх — перша премія на спільному конкурсі МВС Латвійської РСР і Союзу письменників Латвійської РСР у 1981 році за книгу «„Глухар“, та інші оповідання». До збірника увійшли оповідання про реальне життя, побачене автором під час роботи в міліції. І в подальшому Чехлов багато писав оповідань і нарисів на кримінальні теми. Найвідомішим його твором стала документальна повість про серійного вбивцю Станіслава Роголєва — «Справа № 1», яка під назвою «Кінець суперагента» спочатку публікувалася в газетах «Новини Риги» і «Незалежна балтійська газета», а потім вийшла окремим виданням. У повісті Чехлова вперше була показано реальне закулісся гучної справи, але разом з тим містилися й деякі суб'єктивні оцінки. Восени 1992 року колишній міністр внутрішніх справ Латвії Алоїз Вазніс подав до суду на Чехлова за факти, викладені у повісті «Справа № 1», і суд частково задовольнив позов екс-міністра.
Протягом всього свого літературного життя Чехлов зберігав інтерес до історії, в тому числі і намагався осмислити причини розпаду СРСР. У віршах знайшов відображення іронічний погляд Чехлова на сучасність, неприйняття ним змін і нових часів, розуміння ролі класиків російської поезії. Часто він сам публічно читав свої вірші.

### Проза
- «„Глухарь“, и другие рассказы», Рига, Лиесма, 1981.
- «Загадка командарма Эйхе», Рига, 1991.
- «Дело № 1 (Роголев)», Рига, 1992, 1995,ISBN 5-86730-005-6.
- «Операция „Отелло“», Рига, Панорама Латвии, 1993.
- «Опасные связи „Джокера“», Рига, 2002,
- ISBN 9984-9596-0-0.
- «Никелированные наручники», Рига, 2006. — ISBN 9984-9596-2-7.
- «Репортаж из Приднестровья», Рига, 2012, ISBN 9984-9596-6-6
- «Рыцари революции», Рига, 2012, ISBN 9984-9596-9-4.
- «Баланда с куриными перьями», Рига, 2012, ISBN 978-9934-8176-4-9.
- «Операция „Сатир“», Рига, 2012, ISBN 978-9934-8300-0-6.
- «Бутончик с улицы Чака», Рига, 2012, ISBN 9984-9596-7-8.
- «Волонтёры», Рига, 2012, ISBN 978-9984-894-07-2.

### Вірші
- «Гладіатор», Рига, 2001, ISBN 9984-19-267-9.
- «Вогняний вернісаж», Рига, 2006, ISBN 9984-9596-1-9.
- «Віденська рапсодія», Рига, 2009, ISBN 9984-9596-3-5.
- «Віщі сни», Рига, 2010, ISBN 9984-9596-4-3.
- «Зоряний дощ», Рига, 2012, ISBN 978-9934-8300-5-1.
- «Громокипящий кубок», Рига, 2012, ISBN 978-9934-8300-3-7.
- «Під знаком Зодіаку», Рига, 2012, ISBN 978-9984-49-529-3.
- «Сумні замети», Рига, 2012, ISBN 9984-9596-5-1.

## Шахіст
З юних років і до кінця свого життя О.Чехлов захоплювався шахами, і як непрофесійний гравець досяг гарних результатів. У роки навчання в Чернівецькому державному університеті перемагав на обласних змаганнях товариства «Буревісник». А під час служби в армії переміг на чемпіонаті Приволзького військового округу. Був чемпіоном Риги в 1975 і 2004 роках. З 1975 по 2012 роки 16 разів брав участь у фіналах чемпіонатів Латвії з шахів, що є своєрідним рекордом для шахіста любителя. Кращий результат — 12-те місце на чемпіонаті 1976 року, де Чехлов зумів виграти у переможця турніру Алвіса Вітоліньша. У 1994 році переміг на світовому шаховому чемпіонаті журналістів в Біль. У 1998 році став майстром ФІДЕ з шахів. В нарисах і віршах, які присвячені шаховій темі, Чехлов дав цікаві портрети дуже різних за силою гри шахістів, з якими йому доводилося зустрічатися, у тому числі Ратміра Холмова, Яніса Клована, Олександра Кобленца, Яніса Даудзвардіса.

### Книги про шахи
- «Пленники Каиссы», Рига, 2012, ISBN 9984-9596-7-8.
- «Шахматный Пегас», Рига, 2012, ISBN 978-9934-8300-2-0.